# Monitoring strukturalny
Monitoring strukturalny, SHM (od ang. structural health monitoring) – obserwacja stanu technicznego konstrukcji za pomocą systemu kontrolno-pomiarowego (składającego się z czujników, członów wykonawczych, układów transmisji danych i jednostek obliczeniowych) w celu detekcji, lokalizacji, identyfikacji i przewidywania rozwoju deformacji i uszkodzeń, które mogą spowodować złe funkcjonowanie obiektu.
Monitoring strukturalny jest to ciągły pomiar odchylenia, drgań, przemieszczenia i obciążeń konstrukcji siecią bezprzewodowych czujników, pozwala monitorować stan konstrukcji już istniejącej jak i podczas budowy. Zadaniem systemu jest poprawa bezpieczeństwa oraz uniknięcie awarii budowlanych.
SHM służy do monitorowania, testowania i mierzenia wydajności struktur, na przykład:
- mostów i tam,
- budynków,
- statków i platform wiertniczych.

Monitoring strukturalny polega na ciągłym pomiarze różnych wielkości fizycznych (najczęściej przemieszczeń i temperatury) umożliwiających określenie innych, pośrednich wielkości fizycznych (odkształceń, naprężeń, ugięć, pełzania, promieni krzywizny, rozkładów pola naprężeń), a następnie ich porównanie z wartościami krytycznymi.
Ogólne założenia monitoringu strukturalnego:
- rejestracja zachowania konstrukcji w okresie jej użytkowania (weryfikacja założeń i modeli przyjętych na etapie projektowania obiektu oraz określenie wytężenia poszczególnych elementów)
- zwiększenie bezpieczeństwa obiektu (ciągły pomiar umożliwia kontrolowanie pracy konstrukcji w czasie pod wpływem zmieniających się obciążeń)
- informowanie o pojawiających się zagrożeniach ze strony samej konstrukcji (określanie postępu procesów degradacji stanu technicznego konstrukcji, a także prognozowanie ogólnie pojętej trwałości obiektu)
- lokalizowanie powstałych uszkodzeń oraz kontrolowanie pracy obiektu (określanie miejsca zaistniałej awarii i ewentualne wyłączenie urządzeń)
- ułatwianie prac remontowych w obszarze konstrukcji (podejmowanie decyzji pozwalających na optymalne wykorzystanie środków przeznaczonych na utrzymanie obiektu, czyli optymalizacja planowania koniecznych remontów i napraw)
- powiększanie wiedzy o rzeczywistym zachowaniu obiektu.

W systemach SHM stosowane są najczęściej czujniki elektryczne (tensometry, ekstensometry, termopary, mikroukłady elektromechaniczne) oraz światłowodowe (siatki Bragga, interferometry światłowodowe, czujniki rozłożone z rozpraszaniem Brillouina lub Ramana, czujniki amplitudowe).

## Zastosowanie światłowodów w SHM[1]
Światłowodowa technika pomiarowa wprowadza zupełnie nową jakość w analizie konstrukcji. Współcześnie zdecydowana większość systemów monitorowania tworzona jest przy wykorzystaniu modelu obliczeniowego zbudowanego na podstawie pomiarów czujnikami zainstalowanymi w kilku (kilkudziesięciu) punktach na konstrukcji. Zatem informacja dostarczana przez takie czujniki również jest punktowa. 
Dzięki wykorzystaniu różnych zjawisk optycznych możliwe jest realizowanie pomiarów quasi-ciągłych wzdłuż długości jednego światłowodu (np. siatki Bragga, interferometry Fabry-Perota). Jednak, najbardziej obiecujące są pomiary rozłożone DFOS (ang. distributed optical fibre sensing), w których włókna światłowodowe umożliwiają, dzięki wykorzystaniu zjawiska rozpraszania światła (Rayleigha, Brillouina lub Ramana), wykonywanie pomiarów z rozdzielczością tak małą, że z punktu widzenia inżynierskiej oceny można je uznać za pomiar geometrycznie ciągły.